# گل‌آفتاب‌گردان (فیلم ۲۰۰۵)
«گل‌آفتاب‌گردان» (انگلیسی: Sunflower (2005 film)) یک فیلم است که در سال ۲۰۰۵ منتشر شد. از بازیگران آن می‌توان به جوآن چن اشاره کرد.